# تولید نارگیل در سری‌لانکا

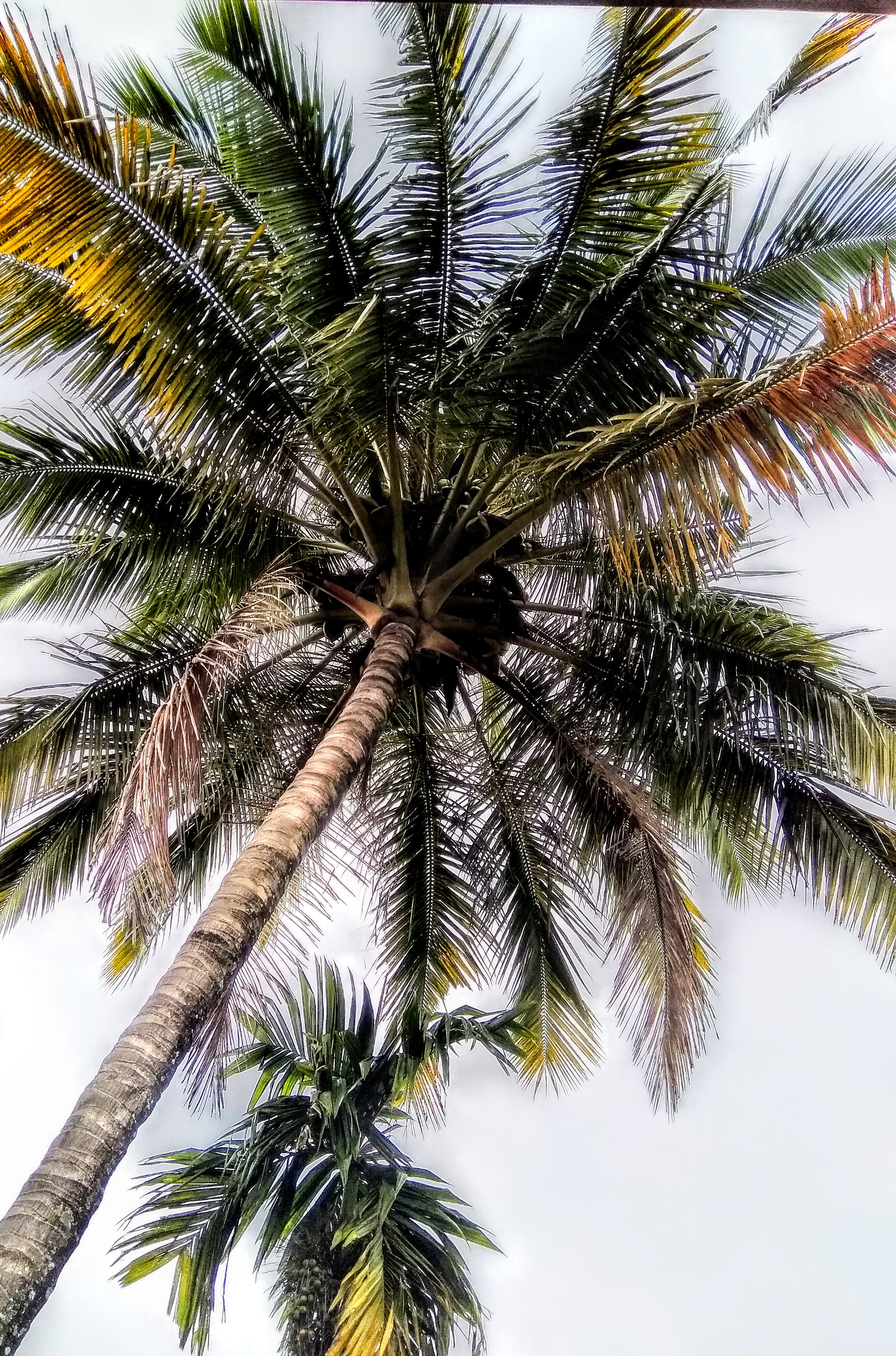
درخت نارگیل سری‌لانکایی در ساحل میریسسا.

تولید نارگیل به اقتصاد ملی سری‌لانکا کمک می‌کند. نام علمی نارگیل، Cocos nucifera است. سری‌لانکا دارای سه گونه نارگیل، نوع دراز، نوع کوتوله و نوع شاه نارگیل است. طبق آمار منتشر شده در ماه دسامبر ۲۰۱۸ توسط سازمان غذا و کشاورزی سازمان ملل متحد، این کشور با تولید ۲٬۶۲۳٬۰۰۰ تن نارگیل در سال ۲۰۱۸، چهارمین تولیدکننده بزرگ نارگیل در جهان بود.